# The Chocolate Watchband
The Chocolate Watchband var ett amerikanskt garagerock-band bildat år 1965 i Los Altos, Kalifornien. Gruppen är inte särskilt känd, men de fick en liten hit med en cover på "Let's Talk About Girls" 1967. Gruppen fungerade aldrig riktigt som enhet och det var egentligen två grupper som spelade in under samma artistnamn. The Chocolate Watchband bröt upp 1968 precis efter inspelningen av deras sista album, One Step Beyond. Gruppen återförenades dock 1999.

## Medlemmar (urval)
Medlemmar 1965
- Ned Torney – gitarr
- Mark Loomis – gitarr
- Rich Young – basgitarr
- Pete Curry – trummor
- Jo Kemling – orgel
- Danny Phay – sång

Medlemmar 1966–1967
- Mark Loomis – sologitarr, keyboard
- David Aguilar – sång, munspel
- Gary Andrijasevich – trummor, bakgrundssång
- Dave 'Sean' Tolby – rytmgitarr
- Bill 'Flo' Flores – basgitarr, bakgrundssång

Medlemmar 1967
- Sean Tolby – sologitarr
- Bill 'Flo' Flores – basgitarr
- Tim Abbott – gitarr
- Mark Whittaker – trummor
- Chris Flinders – sång

Medlemmar 1968–1969
- Sean Tolby – sologitarr
- Bill 'Flo' Flores – basgitarr
- Mark Loomis – gitarr
- Gary Andrijasevich – trummor
- Ned Torney – gitarr
- Danny Phay – sång

Medlemmar 1999–
- Dave Aguilar – sång, munspel
- Tim Abbott – gitarr
- Bill 'Flo' Flores – basgitarr
- Gary Andrijasevich – trummor
- Michael Reese – sologitarr

## Diskografi
Album
- No Way Out (1967)
- The Inner Mystique (1968)
- One Step Beyond (1969)
- Get Away (1999)
- At The Love-In Live! In Person At Cavestomp! (2001)
- Revolutions Reinvented (2012)

Singlar
- "Blues Theme" / "Loose Lip Sync Ship" (1966) (som The Hogs)
- "Sweet Young Thing" / "Baby Blue" (1966)
- "Misty Lane" / "She Weaves a Tender Trap" (1967)
- "Are You Gonna Be There (At the Love-In)" / "No Way Out" (1967)
- "In The Midnight Hour" / "Psychedelic Trip" (2012)